# Девід Берковіц
Де́від Бе́рковіц (англ. David Berkowitz, уроджений — Рі́чард Де́від Фа́лко, англ. Richard David Falco; нар. 1 червня 1953) — американський серійний вбивця. Був визнаний винним у вбивстві 6-ти жінок. Серія зухвалих вбивств Берковіца у 1976–1977 роках певний час тримала у стані паніки місто Нью-Йорк і отримала значний розголос у пресі, де його охрестили Сином Сема або Вбивця з 44-го калібру. Відбуває довічне ув'язнення.

## Біографія

### Ранні роки
Річард Девід Фалко народився 1 червня 1953 року у районі Бруклін Нью-Йорку в єврейській родині. Його матір Бетті Бродер народила Девіда від позашлюбних зв'язків з багатим підприємцем Джозефом Кляйном, який примусив її віддати дитину на усиновлення. Немовля усиновили Натан і Перл Берковіц, які володіли магазином і змогли забезпечити молодому Девідові нормальне дитинство і любили його як власного сина. У дитинстві Берковіц був посереднім учнем, однак сусіди згадували про нього як, про розбещеного хлопця, хулігана і одинака. Ще в школі з'явилися перші проблеми з крадіжками та спробами підпалу, після чого батьки шукали допомоги у психолога. Прийомні батьки розказали Девидові про те, що його справжня мати померла від пологів і почуття провини довгий час не давало спокою хлопцеві.
Смерть прийомної матері Перл Берковіц від раку молочної залози у 1967 році глибоко вразили Девіда і призвели до депресії. З прийомною матір'ю у Берковіца були дуже тісні стосунки і її смерть здавалася йому початком його власного кінця, від чого, він часто усамітнювався і почав дуже погано вчитися у школі. Коли його батько знову одружився в 1971 році, у його нової дружини і Девіда не склалися стосунки і після закінчення школи батько з дружиною переїхали до Флориди, а 18-річний Берковіц незабаром пішов до армії. Після служби у Кореї Берковіц повернувся до Нью-Йорку і почав цікавитися долею своєї справжньої матері. Він дізнався, що його мати була жива і що в нього була сестра.

### Вбивства
Воз'єднання з матір'ю і сестрою не тривало довго, Берковіц знову залишився один і з часом почав страждати від дивних фантазій та параноїдальних марень, які стали причиною його першої спроби вбивства. У переддень Різдва 1975 року під впливом уявних демонів Берковіц напав з ножем на двох жінок, які однак, залишилися живими. Незабаром після нападу, Берковіц переїхав на нову квартиру, де його довгий час турбувало виття сусідських собак під його вікнами. З часом Берковіц почав вважати виття собак повідомленнями від демонів, які, ніби наказували йому йти вбивати жінок.

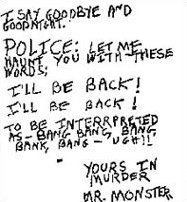
Уривок першого листа Девіда Берковіца до поліції.

Перший напад Девід Берковіц скоїв у червні 1976 року, коли вистрілив у двох жінок на порозі їх власного будинку. Перша із жертв, Донна Лора відразу померла, а інша, Джоді Валенті із тяжкими пораненнями, залишилася живою. Наступний напад Берковіц скоїв на пару коханців у жовтні 1976 року, які із тяжкими пораненнями залишилися живими. Ці зухвалі злочини сколихнули Нью-Йорк. 
У пресі злочинця прозвали «вбивцею 44-го калібру», через те, що калібр зброї, використаний у цих вбивствах, було єдиним фактом, який поліція мала щодо вбвивці. Це прізвисько Берковіцу не сподобалося і у листі до поліції він сам прозвав себе «Сином Сема». Хазяїном собак, які своїм гавкотом турбували Берковіца був Сем Карр, якого він вважав Сатаною, а собак його слугами. В його уяві своїм виттям собаки передавали йому накази Сема (Сатани) йти на вулиці Нью-Йорка вбивати. З часом Берковіц намагався позбутися впливу Сатани і навіть вбив собаку сусіда, однак бажання вбивати не зникло.
У січні і березні 1977 року Син Сема скоїв напади знову, але після цього свідки нарешті змогли надати поліції опис злочинця. Крім вбивств Берковіц також займався і підпалами, однак поліція тільки пізніше змогла поєднати їх з вбивствами одного й того ж злочинця. Чергова стрілянина в районі Бронкс у квітні того ж року привели до справжньої паніки у Нью-Йорку. Жінки, особливо з темними волоссям, вважали себе у небезпеці, а преса, опублікувавши нові листи від Сина Сема, роздмухувала пристрасті у вже і так наляканого населення багатомільйонного міста. 
На вулицях з'явилися добровільні патрулі, які намагалися хоча б таким чином зупинити вбивцю. Незважаючи на це, два наступних напади трапилися 31 липня 1977 року. Цього разу поліції, однак вдалося вийти на слід вбивці. Переглядаючи штрафи, які були виписані за паркування у районі вбивства, поліція змогла знайти Берковіца і провести обшук в його машині, де був знайдений пістолет 44-го калібру.

### Засудження і тюремне ув'язнення
Коли поліція його нарешті заарештувала, Берковіц відразу зізнався у всіх злочинах і пояснив, що саме він і був Сином Сема. Після психіатричного обстеження, незважаючи на його пояснення участі Сатани у спонуканнях на вбивства, Берковіц був визнаний підсудним і на суді повністю визнав свою провину. 
Слідчі, однак, піддавали сумніву теорію Берковіца про участь сатанізму в його злочинах і натомість визначали його невпевненість у стосунках з жінками та збочене почуття насолоди, яке він отримував від вбивств, як причину злочинів. За вироком суду, Берковіц отримав 25 років тюрми за кожне вбивство, таким чином термін його ув'язнення став одним з найдовших в історії країни — 365 років.
У тюрмі Берковіц з часом став зразковим в'язнем, співпрацював із слідством, надавав консультації психіатрам і поліцейським, які розслідували інші злочини. У 1987 році за запрошенням одного з християнських пасторів Девід Берковіц прийняв християнство і заявив, що почав нове християнське життя у в'язниці. Відповідно, він почав поширювати своє нове християнське прізвисько: «Син Надії». У тюрмі Девід Берковіц декілька разів сам відмовлявся подавати апеляції чи клопотати про дострокове звільнення і змирився з тим, що проведе решту свого життя за ґратами.